# Inca burmeisteri
Inca burmeisteri är en skalbaggsart som beskrevs av Hermann Burmeister 1847. Inca burmeisteri ingår i släktet Inca och familjen Cetoniidae. Inga underarter finns listade i Catalogue of Life.